# Бледска кремшнита
Бледска кремшнита (словен. Blejska kremna rezina) је варијанта кремпите која се прави искључиво у посластичарској радионици хотела „Парк” на Бледу (Словенија). Према речима посластичара хотела, оригинална бледска кремпита препознаје тако што се, када се положи на тањир, мора се заљуљати. Блејска кремна резина је најпознатији симбол бледске кухиње.

## Историја
| „Лична карта” бледске кремпите на званичном сајту хотела |
| - Година рођења: 1953. - Место рођења: Посластичарста радионица хотела Парк, Блед - Отац: Иштван Лукачевић - Мајка: војвођанска кремпита - Димензије: 7×7×7 cm |

Прва Бледска крем шнита направљена је 1953. године. Направио ју је славни посластичар из Србије, Иштван Лукачевић, када се 40-их година 20. века доселио из Сенте у овај словеначки град, и као шеф посластичарске радионице у хотелу „Парк”, осмислио рецепт. Лукачевић је заправо употребио стари војвођански рецепт, али је половину крема од јаја заменио улупаним шлагом. Горња и доња кора су од лиснатог теста са путером, а коре су резане на 60 комада димензија 7×7 cm. Од 2005. године се, због мањих пећи и плехова димензија 35×50 cm, режу на 35 комада, али обавезно димензија 7×7 cm. Његове наследнице су биле Маруша Зајц, његова прва ученица, а затим Ангела Зупан, од 1967. године, која је у хотелу радила 24 године и стекла надимак „Мама крем шнита”.

## Производња
За производњу Бледске крем шните се користе само природни састојци: брашно, јаја, путер, шећер и павлака. Лукачевић је правио лиснато тесто са путером, које је преклапао седам пута и остављао да се одмори до следећег јутра, када је развлачио тесто, пекао коре и остављао да се охладе. Затим је од најбољих природних састојака припремао крем са јајима и кувао га тачно седам минута, повремено мешајући. Топлом крему је додавао чврсто улупана беланца и изливао крем на доњу кору. Када се крем потпуно охлади премазивао га је слојем улупаног шлага и покривао горњом кором. Одозго је обилно посипао шећером у праху.
Према неким изворима, Бледска крем шнита висока је 6 cm и тешка 125 грама.
Бледска крем шнита је најпознатији, а можда и главни симбол бледске кухиње. У последњих 60 година произведено је преко 12 милиона кремшнита. Постоје подаци и да је од 1953. године произведено више од 15 милиона кремшнита, што значи да би се, када би се наслагале једна на другу око Бледског језера, подигао зид висине 8 метара.

## Кремпита у земљама бивше Југославије
Кремпите су међу омиљеним посластицама и у другим земљама бивше Југославије.
У Хрватској су две најпопуларније варијанте самоборска кремшнита из града Самобора и загребачка кремшнита из Загреба. Загребачка кремшнита има карактеристичну чоколадну глазуру уместо лиснатог теста на врху, а притом задржава базу лиснатог теста. Класични рецепт за самоборску кремшниту сматра се да је дизајнирао Ђуро Лукачић почетком 1950-их, заснован на различитим ранијим варијантама које се налазе у загребачким посластичарницама.
У Србији и Босни и Херцеговини и колач је познат као кремпита. Припрема се такође од лиснатог теста, а пуњење је густи крем од јаја. Ако је пуњење од улупаних беланаца и шећера, назива се Шампита.
У Црној Гори, у Котору, чувена Которска пашта или Которска кремпита има чак и свој фестивал, сваке године у јуну, пред почетак туристичке сезоне.